# TM6SF2
TM6SF2 (англ. Transmembrane 6 superfamily member 2) – білок, який кодується однойменним геном, розташованим у людей на короткому плечі 19-ї хромосоми. Довжина поліпептидного ланцюга білка становить 377 амінокислот, а молекулярна маса — 42 554.
| 10         |  | 20         |  | 30         |  | 40         |  | 50         |
| ---------- |  | ---------- |  | ---------- |  | ---------- |  | ---------- |
| MDIPPLAGKI |  | AALSLSALPV |  | SYALNHVSAL |  | SHPLWVALMS |  | ALILGLLFVA |
| VYSLSHGEVS |  | YDPLYAVFAV |  | FAFTSVVDLI |  | IALQEDSYVV |  | GFMEFYTKEG |
| EPYLRTAHGV |  | FICYWDGTVH |  | YLLYLAMAGA |  | ICRRKRYRNF |  | GLYWLGSFAM |
| SILVFLTGNI |  | LGKYSSEIRP |  | AFFLTIPYLL |  | VPCWAGMKVF |  | SQPRALTRCT |
| ANMVQEEQRK |  | GLLQRPADLA |  | LVIYLILAGF |  | FTLFRGLVVL |  | DCPTDACFVY |
| IYQYEPYLRD |  | PVAYPKVQML |  | MYMFYVLPFC |  | GLAAYALTFP |  | GCSWLPDWAL |
| VFAGGIGQAQ |  | FSHMGASMHL |  | RTPFTYRVPE |  | DTWGCFFVCN |  | LLYALGPHLL |
| AYRCLQWPAF |  | FHQPPPSDPL |  | ALHKKQH    |  |            |  |            |

A: Аланін

C: Цистеїн

D: Аспарагінова кислота

E: Глутамінова кислота

F: Фенілаланін

G: Гліцин

H: Гістидин

I: Ізолейцин

K: Лізин

L: Лейцин

M: Метіонін

N: Аспарагін

P: Пролін

Q: Глутамін

R: Аргінін

S: Серин

T: Треонін

V: Валін

W: Триптофан

Задіяний у таких біологічних процесах, як метаболізм ліпідів, альтернативний сплайсинг. 
Локалізований у мембрані, ендоплазматичному ретикулумі.